# Federação Estoniana de Hóquei no Gelo
A Federação Estoniana de Hóquei no Gelo é o órgão que dirige e controla o hóquei no gelo da Estônia, comandando as competições nacionais e a seleção nacional.